# 하늘 보고 땅을 보고
"하늘 보고 땅을 보고"는 한국에서 제작된 이봉래 감독의 1965년 영화이다. 김진규 등이 주연으로 출연하였고 지덕영 등이 제작에 참여하였다.

## 출연

### 주연
- 김진규
- 강신성일
- 최난경

## 기타
- 원작자: 양수정
- 조명: 임호
- 조연출: 이장호
- 미술: 임명선